# Ocythoe tuberculata
Ocythoe tuberculata е вид октопод от семейство Ocythoidae. Видът не е застрашен от изчезване.

## Разпространение и местообитание
Разпространен е в Австралия (Виктория, Западна Австралия, Нов Южен Уелс, Тасмания и Южна Австралия), Албания, Босна и Херцеговина, Гърция, Египет, Израел, Испания, Италия, Канада (Британска Колумбия), Китай, Либия, Ливан, Мавриций, Мадагаскар, Малта, Мароко, Мозамбик, Намибия, Нова Зеландия, Перу, Португалия, Реюнион, Русия, САЩ (Аляска, Вашингтон, Вирджиния, Делауеър, Калифорния, Кънектикът, Масачузетс, Ню Джърси, Орегон и Северна Каролина), Северна Корея, Словения, Тунис, Турция, Франция, Хърватия, Черна гора, Чили (Великденски остров), Южна Африка, Южна Корея и Япония.
Обитава крайбрежията на океани и канали в райони с умерен климат. Среща се на дълбочина от 19,5 до 267 m, при температура на водата от 9,1 до 21,5 °C и соленост 33,8 – 36,6 ‰.